# 1878년 크레타 혁명
1878년 크레타 혁명은 크레타인들이 섬에 대한 오스만 점령에 맞서 일으킨 봉기였다. 이 봉기는 17세기 중반부터 오스만 제국의 일부였던 크레타가 오스만 제국으로부터 독립하려는 더 큰 움직임의 일부였다.
이 분쟁은 할레파 조약으로 종결되었고, 크레타인들에게 여러 양보를 해주었다.

## 배경
1645년부터 시작된 [[크레타 전쟁 (1645년~1669년)|크레타의 오스만 제국 정복]]은 1669년 칸디아 공방전의 종결과 함께 완료되었다. 섬 역사에서 오스만 시대는 봉기로 점철되었다. 1821년, 그리스는 오스만 점령에 맞서 반란을 일으켰고, 크레타는 그리스 혁명에 참여했다. 그러나 1830년 전쟁이 끝날 무렵, 크레타는 새로운 그리스 국가의 일부가 아니었다. 이 섬은 펠로폰네소스에서 그리스 혁명 당시 오스만 제국에 봉사한 공로로 무함마드 알리의 권한 아래 들어갔다. 이 이집트의 개입은 10년 이상 지속되지 않았고, 1840년에 크레타는 술탄의 권한으로 돌아갔다. 크레타인들의 새로운 봉기 시도에도 불구하고, 크레타는 1866년까지 상대적으로 평화로운 시기를 보냈다.
1856년 3월 30일, 파리 조약은 술탄에게 하트 이 휘마윤을 적용하도록 의무화했는데, 이는 기독교인과 무슬림의 민사 및 종교적 평등을 의미했다. 크레타의 오스만 당국은 이러한 개혁을 실행하는 데 주저했다. 많은 무슬림 개종자들(대부분 이슬람으로 개종했던 옛 기독교인들, 즉 재개종자들) 이후, 제국은 양심의 자유로 돌아가려 시도했다.
그 후 40년(1898년 독립까지), 봉기들은 하트 이 휘마윤이 열어놓은 길을 따랐을 뿐이다.
1866년~1869년 크레타 반란은 크레타인들에게 진전을 가져왔다. 1867년 11월 11일, 알리는 "유기법"이라는 새로운 행정 프로젝트를 제안했는데, 여기에는 여러 특권, 특히 섬 행정에서 크레타인 대표의 제한적 참여, 세금 감면, 은행 설립, 그리고 그리스어와 튀르키예어 두 언어의 완전한 등가성이 포함되었다.
발칸 반도를 불안정하게 만든 국제적 사건들(1875년 보스니아-헤르체고비나 봉기 및 1876년 불가리아 봉기, 반군 편에 선 세르비아와 몬테네그로의 개입)이 주변 분위기를 더했다. 이러한 움직임들은 크레타의 기독교 공동체로 하여금 개혁을 요구하도록 고무했다. 1875년에 의회 기독교 대표의 대부분이 농촌 출신이 아니라, 종종 아테네 대학교 출신 의사나 변호사였기 때문에 이러한 의지는 더욱 증폭되었다. 크레타 의회는 1876년 5월 22일 술탄에게 기독교인의 의회 대표성 개선을 포함한 일련의 불만을 전달했다. 8월 2일, 포르테는 은행 설립, 의무 공립학교 설립, 신문 발행 권리 등 모든 불만을 수용할 수 없음을 공개적으로 밝혔다.
1878년 봉기의 또 다른 원인은 1877년에 발발한 러시아-튀르크 전쟁이었다. 러시아가 오스만 제국에 대항하여 전쟁을 시작한 것은 크레타인들에게 반란을 일으킬 기회로 여겨졌다.

## 1878년 반란

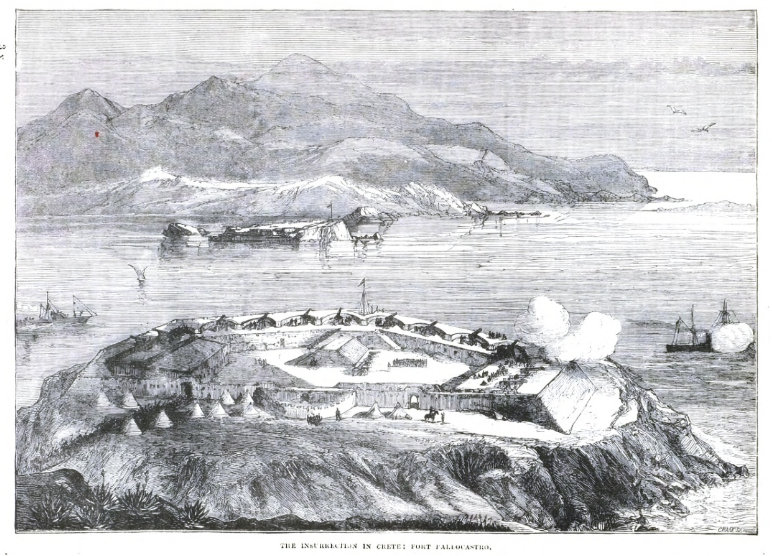
크레타 봉기: 팔레오카스트로 요새 (캐셀의 러시아-튀르크 전쟁 삽화 역사, 2부, 1890)

1876년 8월에 주어진 양보에도 불구하고, 주민들 사이에서는 분노가 고조되었다. 첫 무장 단체들이 산에 모이기 시작했다. 오스만 행정부는 하니아의 대리인과 기독교 공동체의 상징적 인물 중 한 명을 체포하여 이 시위 운동을 뿌리 뽑으려 시도했다. 이 사건은 섬 총독 관저 앞에서 크레타 역사상 첫 시위의 원인이 되었다.
1877년 7월, 크레타 문제를 다루기 위해 섬 서부에서 44명의 위원회 위원이 선출되었다. 3개의 혁명 위원회가 밤모스, 하니아, 레팀노에서 조직되었고 아테네에서 무기를 공급받았다. 8월에는 하니아에서 혁명 후 위원회가 선출되었다. 이 모든 위원회의 대표들은 프레스에 모여 프레시디움을 선출하는 것을 목표로 했다.
오스만 제국에 불리하게 전개되면서 그리스는 크레타에 대한 지원을 강화하기로 결정했다. 당시 쿠문두로스 정부의 외무장관이었던 하릴라오스 트리쿠피스는 12월 27일 반란 시 그리스의 지원을 발표했다.
그것은 망명 중이던 크레타 전쟁 지도자들이 섬으로 돌아오기로 결정한 순간이었다. 그들 중에는 1866년~1869년 크레타 반란의 영웅인 하치미할리스 잔나리스가 있었는데, 그는 당시 러시아에 망명 중이었고, 이어서 크레타 서부의 씨족 지도자들이 뒤따랐다. 전크레타 혁명 의회는 1878년 1월 프레스에 다시 모였다.
러시아와의 갈등에 휘말린 오스만 제국은 크레타에 의미 있는 방식으로 개입할 수 없었다. 영국에 조언을 구하여 두 명의 사절을 섬으로 보내 반란군과 협상하는 것을 선호했다. 이 사절들은 전 라시티현 주지사였던 코스티스 아도시디스 파샤와 크레타 튀르크인 셀림 에펜디였다. 요안니스 추데로스가 이 사절들에게 응답하는 임무를 맡았는데, 그 응답에는 두 가지 요구 사항이 포함되어야 했다. 즉, 술탄에게 공물을 바치는 크레타의 자치 선언과 기독교 신앙을 가진 크레타 총독의 선출이었으며, 그의 선출은 열강의 감독을 받아야 했다. 사절들은 술탄의 응답을 얻기 위해 열흘의 시간을 요구했다. 그 기한은 아무런 응답 없이 만료되었다.
그리하여 반란은 1월 중순 크레타 서부에서 시작되어 섬 전역으로 확산되었다. 이전 반란과 마찬가지로 튀르크족은 요새화된 도시를 방어하기 위해 시골을 버렸다. 3월 중순에는 반군이 섬의 나머지 지역을 장악했지만, 이에라페트라, 스피날롱가, 이라클리오, 레팀노, 이제딘, 하니아, 키사모스, 그람부사의 요새들은 중포 없이는 점령할 수 없었다.
러시아에 의한 오스만 제국의 패배는 크레타에 중요한 결과를 가져왔다. 1878년 7월, 열강의 영사들은 휴전 수립을 주장하며 크레타 문제가 베를린 회의에서 논의될 것이라고 약속했다. 크레타 의회는 베를린에 두 명의 대표를 파견하기로 결정했는데, 그리스는 이를 피하려 했다. 이는 크레타인들이 그리스와의 통합보다는 자치를 협상하기를 선호할 것이라고 의심했기 때문이었다.
결국 열강은 1866년의 양보로 돌아가는 것 이상의 것을 강요하지 않았다. 불만족스러웠던 크레타인들은 무장 투쟁을 계속했다. 그러나 보급, 특히 식량 보급의 어려움은 크레타 부족 지도자들 사이에 갈등을 일으켰다.

## 할레파 조약
오스만 제국은 크레타와 그리스의 통합이라는 생각이 유럽 열강에 의해 거부되었다는 것을 알고 만족하며 크레타 주민들에게 양보를 받아들였다. 1878년 10월, 할레파 조약은 봉기를 종결시켰다. 이 조약은 하니아의 현대 지구인 할레파의 이름을 따서 지어졌다.
할레파 조약은 크레타를 특정 특권을 가진 반자치 주로 변모시켰다. 1878년 11월 9일 술탄의 칙령에 의해 비준된 이 조약의 주요 내용은 다음과 같다.
- 기독교인을 섬의 총독으로 5년 임기로 선출하며 연임 가능
- 총독과 다른 종파의 고문을 총독 옆에 임명
- 80명의 의원(기독교인 49명, 무슬림 31명)으로 구성된 의회 선출
- 크레타 헌병대 창설
- 법원과 의회에서 그리스어를 공식 언어로 인정
- 일반 사면 보장
- 일시적 세금 면제
- 협회 유지, 문학 모임 창설, 신문 발행 허가[8]

할레파 조약에 의해 부여된 헌법은 법률상 오스만 헌법에 의해 수정될 수 없다. 첫 총독은 알렉산더 카라테오도리 파샤였다.